# 10. Revisionssenat des Bundesverwaltungsgerichts
Der 10. Revisionssenat ist ein Spruchkörper des Bundesverwaltungsgerichts. Er ist einer von elf Revisionssenaten, die beim Bundesverwaltungsgericht gebildet wurden. 

## Zuständigkeit
Der Senat ist im Geschäftsjahr 2024 zuständig für Sachen aus den Gebieten
1. des Informationsfreiheitsrechts, des Umweltinformationsfreiheitsrechts und des Rechts der Weiterverwendung von Informationen öffentlicher Stellen, soweit nicht dem 6. Revisionssenat zugewiesen (vgl. dort Nr. 12),
2. des presse-, rundfunk-, archiv- und medienrechtlichen Informations-, Einsichts- und Auskunftsrechts, soweit nicht dem 6. Revisionssenat zugewiesen (vgl. dort Nr. 12),
3. des Presserechts,
4. des Gentechnikrechts,
5. des Abfallrechts und des Bodenschutzrechts,
6. des Atomrechts,
7. des Wasser- und Deichrechts,
8. des Bergrechts,
9. des Rechts der Wasser- und Bodenverbände,
10. des Naturschutzrechts und des Landschaftsschutzrechts,
11. des sonstigen Umweltrechts, die nicht einem anderen Senat zugewiesen sind.

## Besetzung
Der Senat ist mit fünf folgenden Berufsrichtern besetzt.
- Vorsitzende: Susanne Rublack
- Stellvertretender Vorsitzender: Franz Schemmer
- Beisitzer: Carsten Günther (zugleich 7. Revisionssenat), Klaus Löffelbein (zugleich 7. Revisionssenat), Gabriela Bähr (zugleich 7. Revisionssenat)

## Vorsitzende
| Nr. | Name (Lebensdaten)          | Beginn der Amtszeit | Ende der Amtszeit  |
| --- | --------------------------- | ------------------- | ------------------ |
| 1   | Erich Bermel (* 1935)       | 1991                | 31. Mai 2000       |
| 2   | Hartmut Albers (* 1943)     | 22. Juni 2000       | 31. Januar 2002    |
| 3   | Eckart Hien (* 1942)        | 2004                | 31. Mai 2007       |
| 4   | Otto Mallmann (* 1945)      | 2. Juli 2007        | 30. September 2010 |
| 5   | Uwe-Dietmar Berlit (* 1956) | 2. Mai 2011         | 30. Juni 2014      |
| 6   | Klaus Rennert (* 1955)      | 1. Juli 2014        | 30. Juni 2021      |
| 7   | Susanne Rublack (* 1962)    | 31. Januar 2023     |                    |